# High School Musical 2: Work This Out!
High School Musical 2: Work This Out, conocido en España como High School Musical 2: Vive El Verano, es un videojuego de la consola Nintendo DS basado en la película de Disney High School Musical 2.
El nombre del juego viene de la canción de la banda sonora de High School Musical 2, Work This Out (Tenemos que trabajar). El juego cuenta con las 10 canciones de High School Musical 2.

## Modo de juego
En este juego se pueden jugar con los seis personajes principales de la película: Troy, Gabriella, Sharpay, Ryan, Taylor y Chad. Tendrás que recorrer el club de verano Lava Springs, encontrando retos que te pondrán los demás personajes, estos retos serán como minijuegos que tendrás que superar para seguir avanzando hasta ganar el Star Dazzle.

## Canciones
Las canciones tienen que ser desbloqueadas avanzando en los niveles y se puede elegir la que desee reproducir en el tocadiscos, que después permanecerá reproduciéndose hasta que el jugador cambia de canción.
Una de las características especiales de este juego es que aunque la consola Nintendo DS este cerrada se puede escuchar seguir escuchando las canciones.
Las canciones no están cantadas por los cantantes originales.
- What Time is It?
- Fabulous
- Work This Out
- You Are the Music in Me
- I Don't Dance
- You Are the Music in Me (Versión de Sharpay)
- Gotta Go My Own Way
- Bet on It
- Everyday
- All for One